# Каленик (област Ловеч)
Вижте пояснителната страница за други значения на Каленик.
Каленѝк е село в Северна България. То се намира в община Угърчин, област Ловеч.

## География
Село Каленик се намира на 25 км от гр. Ловеч, на 40 км от гр. Плевен и на 12 км от гр. Угърчин. Село Каленик административно принадлежи към община Угърчин. Край селото минава река Елешница, която се влива в река Радювенска и при село Бежаново се влива в река Вит.

## История
През 1933 селото получава одобрение за финасиране от държавния фонд Кооперативни строежи на народни училиша.

## Забележителности
Между селата Орляне и Каленик има микроязовир, построен през петдесетте години на XX век от селяни на ТКЗС. Интерес представлява местността Калето, където има останки от зидове, най-вероятно от Средновековието. Там единствено може да намерите ранобудното кокиче. В района на селото се намира местността „Кайряка“. Непосредствено след него започват големи дъбови, букови и борови гори, граничещи със селата Катунец, Драгана и Угърчин. Тази местност се нарича „Дадан“. Навътре в местността има поделение на Министерство на отбраната.

## Личности
- Ненчо Илиев (1882 – 1944) – писател, журналист и преводач
- Вълко Цвятков (Максим, Босяка) – партизанин от Партизански отряд „Христо Кърпачев“ (1924 – 1944)